# تترشن
تترچن (به فرانسوی: Téterchen) یک کمون در فرانسه است که در Canton of Boulay-Moselle واقع شده‌است.

## خصوصیات
تترچن ۸٫۷۵ کیلومترمربع مساحت و ۶۰۸ نفر جمعیت دارد و ۲۵۰ متر بالاتر از سطح دریا واقع شده‌است.